# Klooster van Pielenhofen

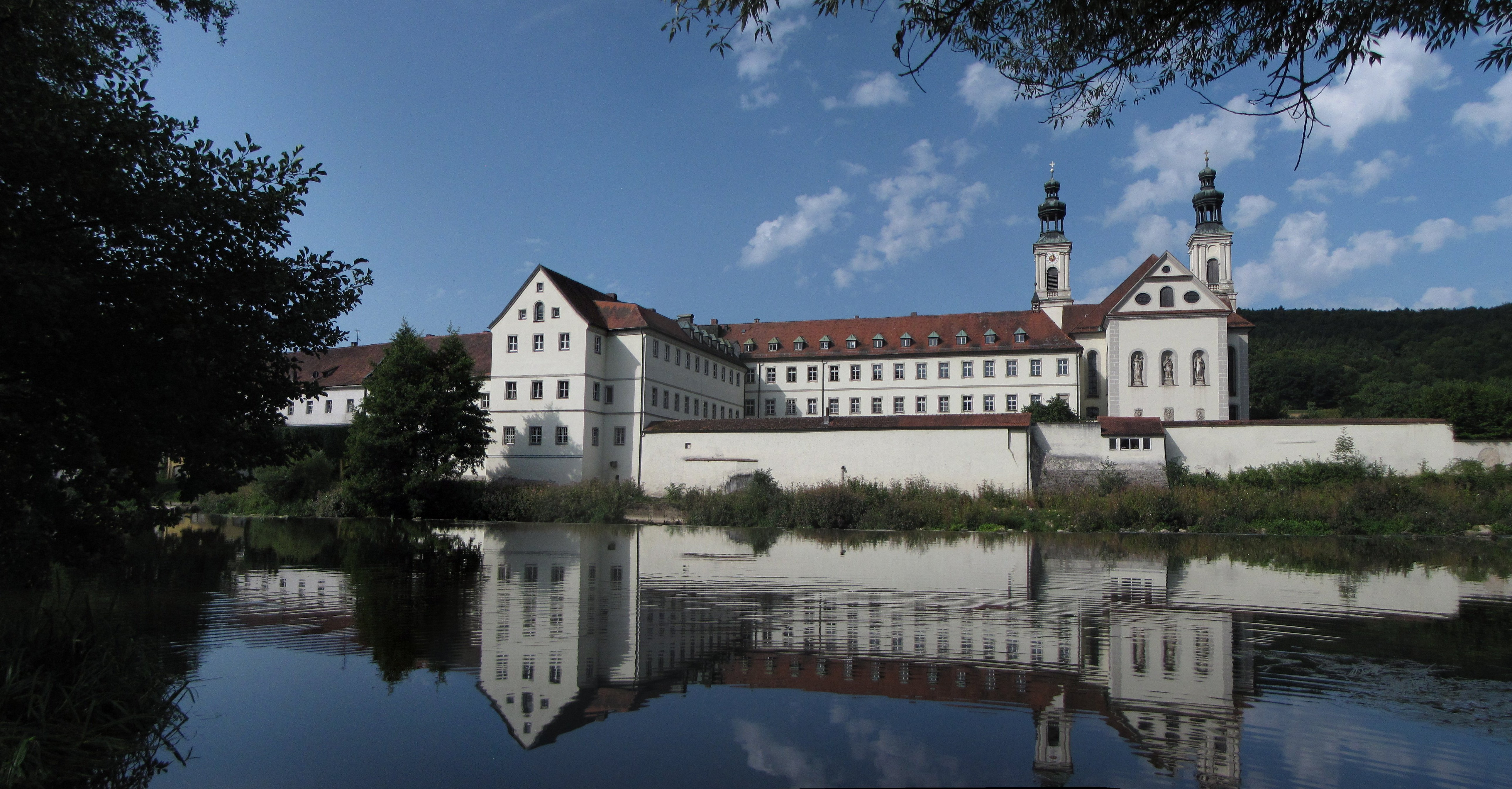

Het Klooster van Pielenhofen is een voormalig klooster in de plaats Pielenhofen in Beieren in het bisdom Regensburg.

## Geschiedenis
Het aan Maria Hemelvaart gewijde klooster van de cisterciënzers werd gesticht in 1240 door de Heren von Hohenfels en von Ehrenfels. In 1542 kwam het klooster, tijdens de reformatie in het hertogdom Pfalz-Neuburg, onder wereldlijk bestuur. In 1559 werd het klooster door graaf Otto Hendrik van de Palts opgeheven. In 1655 werd het als priorij bij de Abdij van Kaisheim ingelijfd.
Als gevolg van de secularisatie in Beieren werd het klooster in 1803 voor de tweede keer opgeheven. De kloosterkerk werd een gewone parochiekerk. In 1806 betrokken de karmelitessen uit München en Neuburg an der Donau de gebouwen als hun centrale klooster. In 1838 kocht de Orde van Maria Visitatie het klooster en bracht er een Hogere meisjesschool in onder. Daaruit ontwikkelde zich een meisjeslyceum, dat tot 1980 bestond. Van 1981 tot 2013 waren in Pielenhofen de Grundschule der Regensburger Domspatzen met het daarbij aangesloten internaat ondergebracht.
In 2010 werd het klooster door de zusters wegens personeelsgebrek opgegeven. De laatste vijf nonnen verhuisden naar het klooster Zangberg. In 2013 werden de gebouwen aan de Herder-schoolvereniging verkocht. Er zijn nu een Realschule en een ontwerpvakschool gehuisvest.

## Kloosterkerk

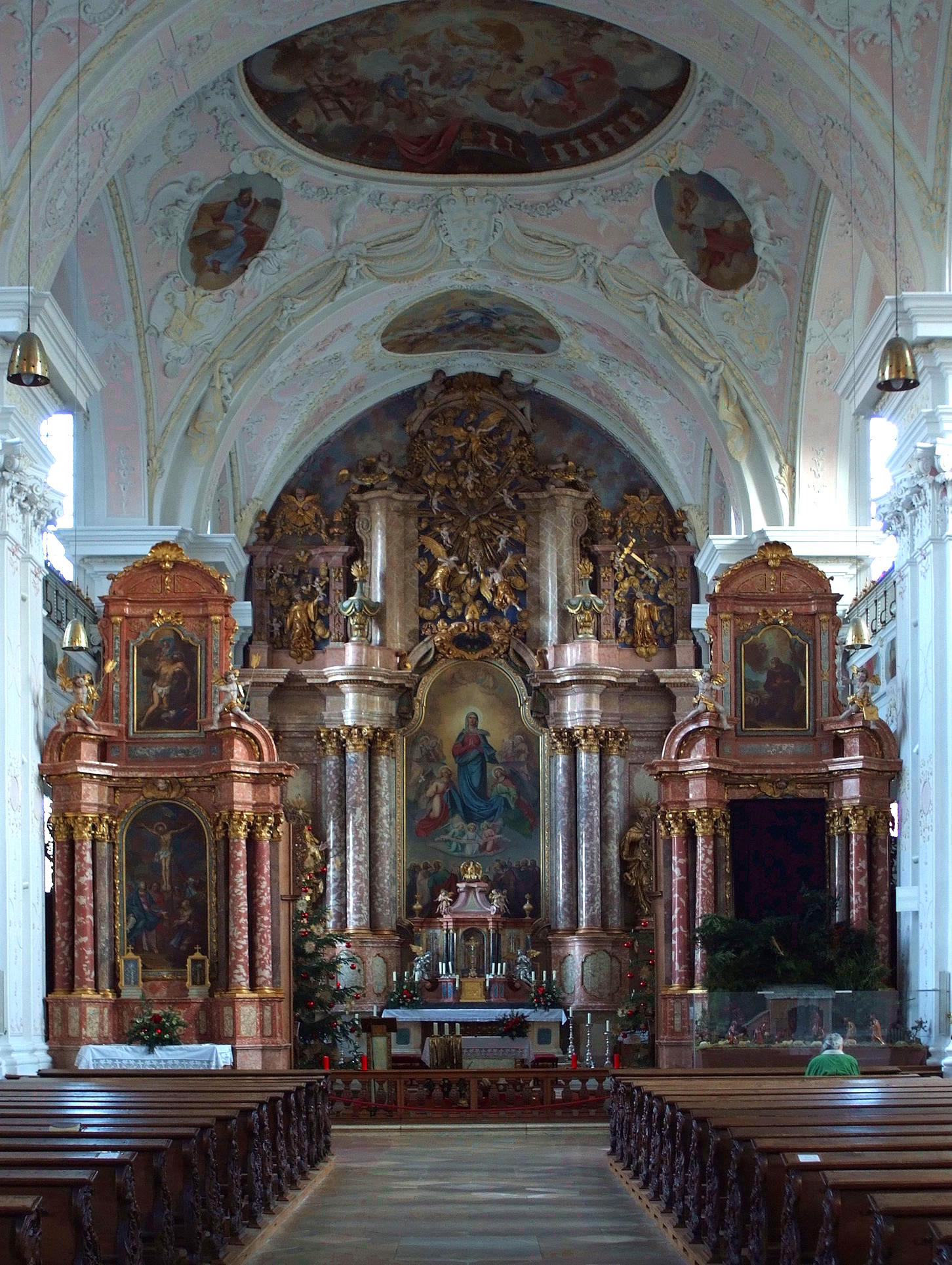
Altaar in de kloosterkerk

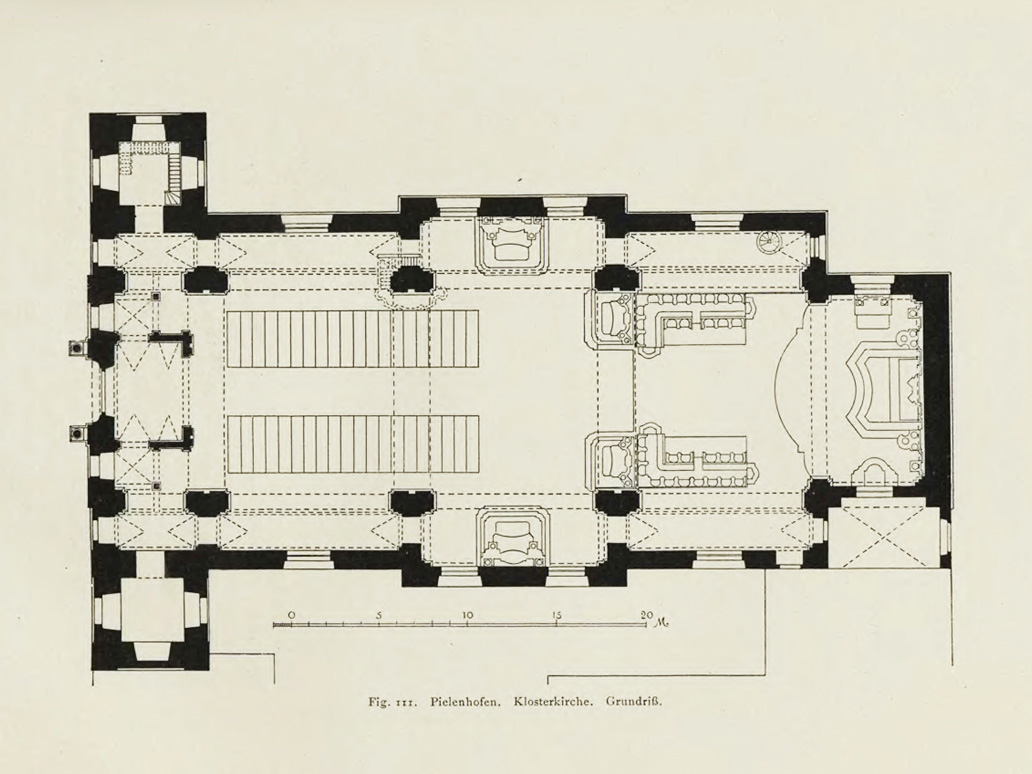
Plattegrond van de kerk, 1914

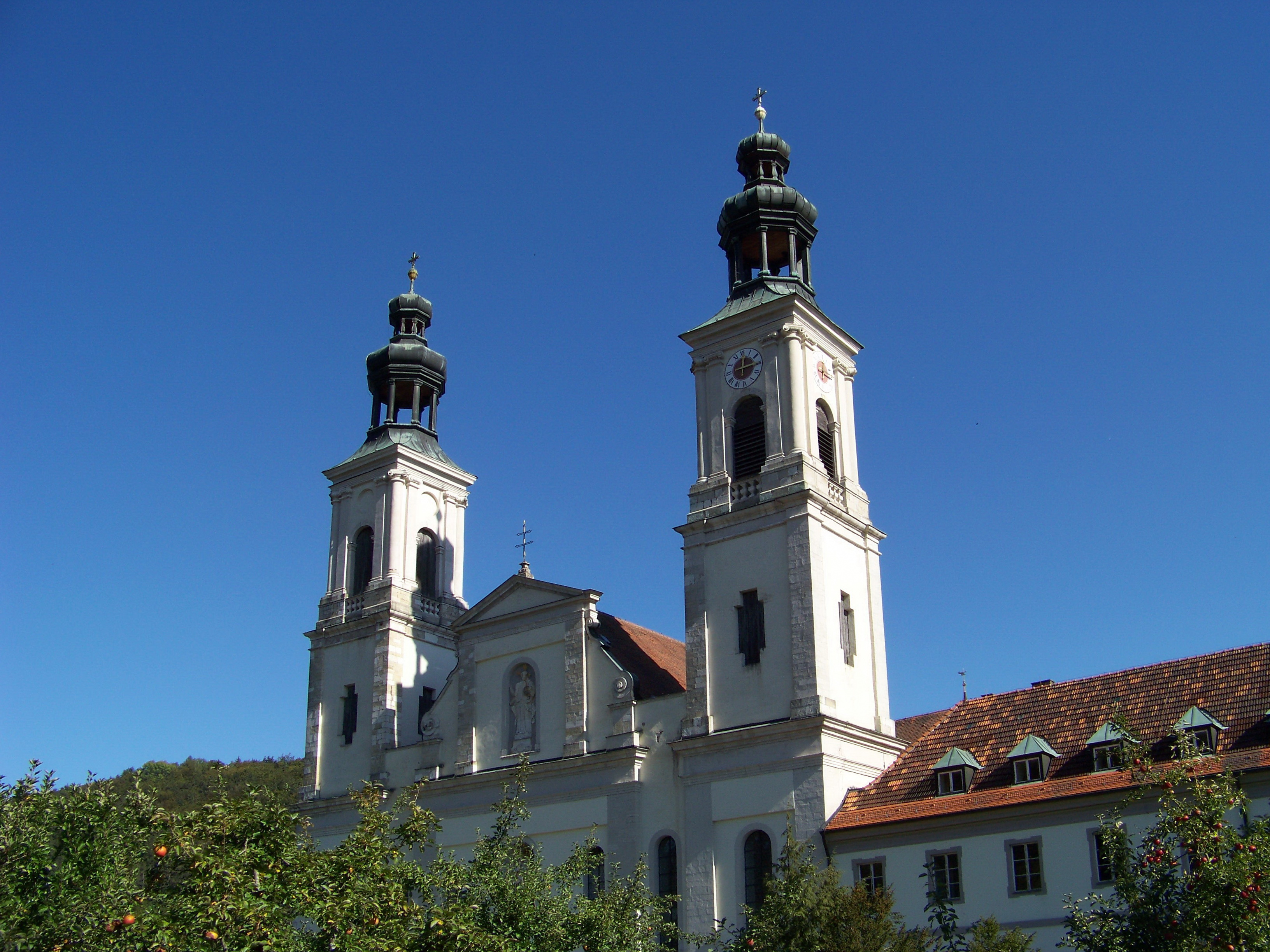
Kloosterkerk

De huidige kerk dateert uit het begin van de 18e eeuw. De barokke kerk heeft twee torens, twee zijbeuken en een kleine transept, die overdekt zijn met een koepelgewelf. In het interieur bevindt zich een hoogaltaar met acht zuilen uit de late baroktijd. Het schilderij met Drievuldigheidsmotief is van Jacob Carl Stauder. De twaalf apostelen zijn geschilderd door Johann Gebhard van het Klooster Prüfening bij Regensburg.

## De ijzerwerkplaats
De cisterciënzers hadden aan de Naab een watermolen in bedrijf. Deze wordt al in 1397 genoemd. De huidige watermolen stamt uit de 16e eeuw.
Vanaf de 15e eeuw beschikte het klooster over een ijzerwerkplaats. De eerste houtskoolhoogoven van Oberpfalz kwam hier in bedrijf. De graven van Pfalz-Neuburg lieten in 1604 in Pielenhofen een productiebedrijf inrichten. De erts was afkomstig uit een kleine groeve bij Krachenhausen. De hoogoven was circa 10 weken per jaar in bedrijf en produceerde in die tijd circa 610 kg ruwijzer per dag. Dit halfproduct werd in Pielenhofen, Edlhausen en in een hamersmidse in Laaber tot smeedijzer, ijzeren staven en staal verwerkt. Bij de hoogoven waren dag en nacht vier personen aan het werk, tot de productieperiode van 10 weken voorbij was.
De Dertigjarige Oorlog leidde tot het stilleggen van deze werkzaamheden.
Enkele jaren later werd een nieuwe hoogoven en werkplaats ingericht. Door conflicten met het klooster in Kaisheim over grondgebruik werd deze werkplaats echter niet in gebruik genomen. In 1657 werd bovendien door hoogwater schade aangericht, zodat het nooit meer tot inbedrijfstelling kwam.